# Frances Maule Bjorkman
Frances Maule Bjorkman (24 ottobre 1879 – Chicago, 28 giugno 1966) è stata una scrittrice e attivista statunitense, membro della National Woman Suffrage Association.

## Biografia
Visse nella Helicon Home Colony, una comunità sperimentale fondata nell'ottobre 1906 dallo scrittore Upton Sinclair a Englewood, nel New Jersey.
Nel 1912, partecipò al progetto di un film prodotto dalla Reliance Film Company e dalla National American Woman Suffrage Association, Votes for Women, di cui fu una delle sceneggiatrici (oltre ad apparire nel film) insieme a Mary Ware Dennett e Harriet Laidlaw.